# Houghton Hall (Norfolk)

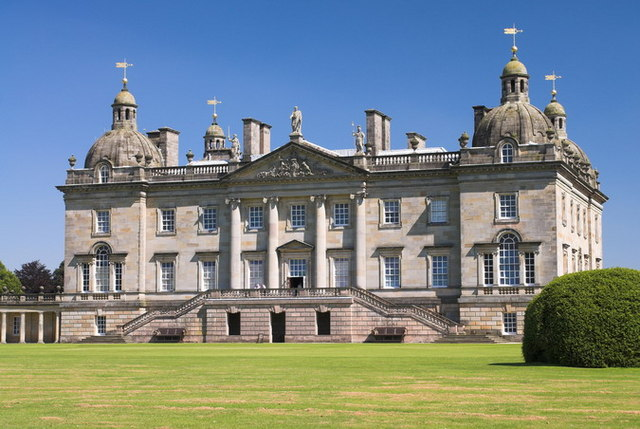
Die Fassade von Houghton Hall 2007

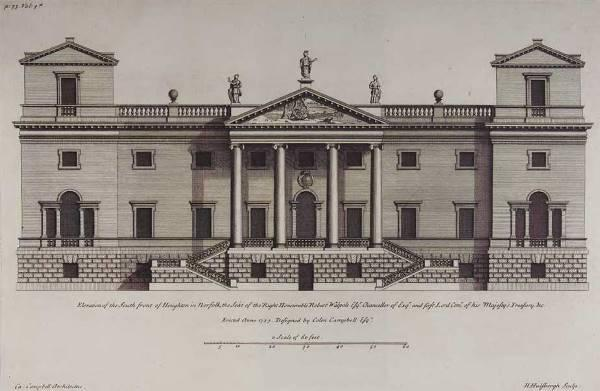
Die Fassade von Houghton Hall aus Colen Campbells Vitruvius Britannicus. Die Ecktürme wurden beim Bau durch Kuppeln ersetzt.

Houghton Hall ist ein Landhaus in der englischen Grafschaft Norfolk. Dort wohnt David Cholmondeley, 7. Marquess of Cholmondeley.
Das Haus wurde für den de facto ersten britischen Premierminister, Sir Robert Walpole errichtet und nimmt eine Schlüsselstellung in der Geschichte des Palladianismus in England ein. English Heritage hat es als historisches Gebäude I. Grades gelistet. Das Landhaus ist von 4 km² Parkland, anschließend an Sandringham House, umgeben.
Das Haus hat ein rechteckiges Hauptgebäude, das aus ländlichen Erdgeschoss, einem Beletage-Obergeschoss und einem Dachgeschoss besteht. Zwei niedrigere Flügel flankieren dieses Hauptgebäude. Sie sind mit ihm durch Kolonnaden verbunden. Südlich des Hauses befindet sich ein separater, quadratischer Stallungsblock.
Das Äußere des Hauses ist großartig, aber auch zurückhaltend, und besteht aus feinkörnigem, silberweißen Stein. Die von Gibbs entworfenen Kuppeln finden sich an den Ecken. Entsprechend den Gepflogenheiten des Palladianismus ist das Innere des Hauses sehr viel farbiger, üppiger und opulenter als das Äußere gestaltet.
Das Parkland, das Houghton Hall umgibt, wurde im 18. Jahrhundert von Charles Bridgeman umgestaltet. Dabei wurde das alte Dorf Houghton abgerissen und außerhalb des Parks wieder aufgebaut, mit Ausnahme der mittelalterlichen Pfarrkirche, die umfassend restauriert wurde.

## Geschichte

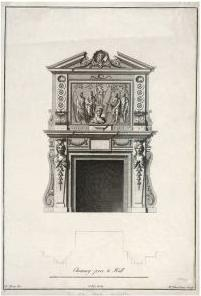
Kaminvorsatz in der Halle von Hoghton Hall (Norfolk), Houghton Hall, Norfolk The Plans, Elevations and Sections, Chimney-pieces and Cielings [sic] of Houghton in Norfolk, 1735 Victoria & Albert Museum, Nr. 13095

Das neue Landhaus wurde anstelle früherer Häuser der Familie Walpole gebaut. Sir Robert Walpole wurde 1742 zum 1. Earl of Orford ernannt. Das Haus ging dann an seinen Sohn, den 2. Earl und von diesem an seinen Enkel, den 3. Earl über. Nach dem Tod des 3. Earls fiel das Anwesen an dessen Onkel, Horace Walpole, 4. Earl of Orford. Nach seinem Tod 1797 ging sein Vermögen an die Familie seiner Schwester, Lady Cholmondeley, die im Alter von nur 26 Jahren im Jahre 1731, mehr als 65 Jahre vor dem Erbfall, gestorben war.
Sir Robert Walpoles Tochter, Mary, hatte George Cholmondeley, 3. Earl of Cholmondeley, geheiratet und Houghton Hall wurde von den folgenden Generationen der Familie Cholmondeley umgebaut und erhalten. Colonel Robert Walpole lieh sich 1667 oder 1668 ein Buch über den Erzbischof von Bremen aus der Bücherei des Sidney Sussex College aus und versäumte, es zurückzugeben. 288 Jahre später, Mitte der 1950er-Jahre, wurde dieses Buch in Houghton Hall entdeckt und zurückgegeben.
Das Haus blieb trotz des viktorianischen Hangs zum Umbau und zur „Verbesserung“ größtenteils unverändert. Houghton Hall gehört immer noch dem Marquess of Cholmondeley und Teile des Hauses und des Anwesens sind das ganze Jahr über für die Öffentlichkeit zugänglich.
Houghton Hall kam in Breathless Beauty, Broken Beauty von der Kunstfilmmacherin Vanessa Jane Hall vor, was 2014 in einer Ausstellung im Victoria and Albert Museum gewürdigt wurde. Die großartige Inneneinrichtung wurde in dem Film unglaublich detailliert eingefangen.

### Kunst
Houghton Hall enthielt einen Teil von Sir Robert Walpoles großartiger Gemäldesammlung, die sein Enkel, George Walpole, 1779 an Katharina die Große in Russland verkaufte, um einige der auf das Anwesen angehäuften Schulden zu bezahlen. In der heutigen Sammlung findet man z. B. Thomas Gainsboroughs Ölgemälde seiner eigenen Familie.

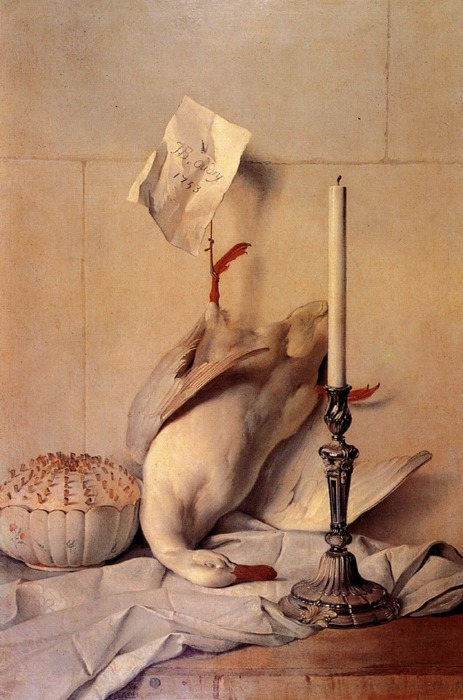
Jean-Baptiste Oudrys The White Duck, ein Gemälde, das 1990 aus Houghton Hall gestohlen wurde.

Walpoles Sammlung römischer Marmorbüsten war auch bemerkenswert.
Anfang der 1990er-Jahre wurde Hans Holbeins Gemälde Dame mit Hörnchen und Star von 1528 von den Wänden von Houghton Hall entfernt, wo es seit 1780 hing. Es wurde versteigert, um die Erbschaftssteuer sowie die Unterhaltung von Haus und Gärten bezahlen zu können. Schließlich konnte in Verhandlungen der Verkauf des Gemäldes an die National Gallery für £ 17 Mio. erreicht werden, der aufgrund der britischen Vorschriften über den Verkauf von Kunstwerken von nationalem Rang steuerfrei war.
Im 21. Jahrhundert hat die Inflation auf dem Kunstmarkt viele alte Familien mit nennenswerten Kunstsammlungen vor enorme Versuchungen gestellt. In den letzten Jahren hat die Familie Cholmondeley mehrere Stücke als Ausgleich für Erbschaftssteuern dem Victoria and Albert Museum überlassen. Andere Gemälde, wie William Hogarths Porträt der Familie Cholmondeley, wird vermutlich nicht verkauft werden, sodass es in Houghton Hall weiterhin zu sehen ist. Aber der Marquis gibt zu, dass ihm das Risiko eines Diebstahls sehr bewusst ist. Jean-Baptiste Oudrys White Duck, das 1990 aus der Cholmondeley-Sammlung gestohlen wurde, ist bis heute verschwunden.

### Parkland und Gärten
Charles Bridgemans landschaftsgärtnerische Struktur des Parklandes von Houghton Hall bleibt unverändert. Seine „twisting wilderness paths“ wurden Anfang des 18. Jahrhunderts angelegt und werden seitdem unterhalten.
Bridgeman ersetzte die formelle Geometrie der unterbrochenen Avenues mit Gruppen lichten Waldes und Parklands, die seiner Ansicht nach besser in Kontrast zur zwingenden Architektur des Herrenhauses stehen.

Schnittzeichnung einer versenkten Ha-Ha wie die von Charles Bridgeman für Houghton Hall geplanten

Die Ha-Has in Houghton Hall waren eine Neuerung, die Bridgeman zugeschrieben wird. Horace Walpole erläuterte in seinen 1780 erschienenen Essays upon Modern Gardening:

The contiguous ground of the park without the sunk fence was to be harmonized with the lawn within; and the garden in its turn was to be set free from its prim regularity, that it might assort with the wilder country without. (deutsch: „Der angrenzende Grund des Parks außerhalb des versunkenen Zauns musste an den Rasen innerhalb angepasst werden. Und der Garten wiederum musste von seiner spröden Regelmäßigkeit befreit werden, sodass er zum wilderen Land außerhalb passt.“)

Sir Robert Walpole ließ 1731 / 1732 einen Wasserturm mit dem Erscheinungsbild einer architektonischen Folly bauen. Er wurde von Henry Herbert, 9. Earl of Pembroke, entworfen. 1982 wurde er restauriert.
In diesem wohleingeführten Kontext ließ David Cholmondeley, 7. Marquess of Cholmondeley, in den letzten Jahren eine Reihe von Skulpturen setzen. Westlich des Hauses befindet sich ein Kreis aus cornischem Schiefer am Ende eines im Gras freigemähten Weges. Dieses Land-Art-Detail wurde vom britischen Bildhauer Richard Long entworfen.
Zwei moderne Follys liegen auf einem bewaldeten Gelände seitlich der Westfassade.
Der US-amerikanische Künstler James Turrell schuf „Skyspace“ für Houghton Hall. Turrells Konstruktion zeigt sich von außen als ein mit Eichenholz verkleidetes Gebäude auf Stelzen. Im Inneren wird der Blick des Betrachters nach oben gelenkt und unausweichlich angelockt, über den vom offenen Dach gerahmten Himmel nachzudenken.
“The Sybil Hedge” (dt.: Sybillenhecke) ist ein weiteres Folly in der Nähe. Sie basiert auf der Unterschrift der Großmutter des derzeitigen Marquis, Sybil Sassoon. Die schottische Künstlerin Anya Gallaccio hat eine sargähnliche Marmorstruktur geschaffen, die am Ende eines Weges liegt. In der Nähe befindet sich eine Rotbuchenhecke, die in Form von Sybils Unterschrift gepflanzt ist.
Ein 20.000 m² großer, eingefriedeter Küchengarten liegt jenseits der Stallungen. Im Laufe der Zeit wurde seine produktive Fläche reduziert und die Einfriedung wurde von Gras überwuchert. 1996 wurde die brachliegende Einfriedung neu geplant und angelegt. Die Bemühungen zahlten sich 2007 aus, als dieser Garten zum Historic Houses Association and Christie's Garden of the Year gewählt wurde. Eibenhecken teilen den Raum in ein formelles Netz diskreter Flächen oder „Räume“, von denen jeder ein anderes Interesse oder eine andere Stimmung hervorruft. Die Hecken, einige davon wie Vorhänge geschnitten, verleihen Höhe und Form. Die Gartenräume sind z. B. ein italienischer Teil mit schachtelartigen Parterren, ein formeller Rosengarten, der nach dem Muster einer von William Kents Decken im Herrenhaus angelegt ist, ein französischer Garten mit verwobenen Linden- und Pflaumenbäumen, die mit Frühlingszwiebeln unterplanzt sind, und einen Croquetrasen.
Der dänische Künstler Jeppe Hein schuf „Water Flame“, eine Skulptur mit Brunnen für diesen Garten. Zu allen Jahreszeiten stellt dieser Springbrunnen mit einem Flammenball darüber ein Folly aus dem 21. Jahrhundert in einem kleineren Maßstab als die zeitgenössischen Stücke außerhalb der Gartenmauern dar.

### Modellsoldaten
In den Stallungen von Houghton Hall befindet sich die Sammlung von Modellsoldaten der Cholmondeleys, die früher im Cholmondeley Castle untergebracht waren und 1980, kurz nach ihrer Öffnung für die Öffentlichkeit, nach Houghton Hall gebracht wurden. Hugh Cholmondeley, 6. Marquess of Cholmondeley begann mit der Sammlung 1928 und erweiterte sie Zeit seines Lebens, sodass sie heute 20.000 Figuren enthält.